# コンスタンティネ2世 (イメレティ王)
コンスタンティネ2世（コンスタンティネ2せい、グルジア語: კონსტანტინე II、グルジア語ラテン翻字: Konstantine II、1401年没）は、イメレティ王国の王（在位期間1396年–1401年）。

## 生涯
コンスタンティネはイメレティ公バグラト1世の子として誕生。母親はサムツヘ公国のジャケリ家クヴァルクヴァレ1世の娘であった。
長兄アレクサンドレはティムールのジョージア侵攻の際にサカルトヴェロ王国から離脱してイメレティ王となり、長兄アレクサンドレの死後は次兄ギオルギが後継となった。1392年に次兄ギオルギがサメグレロ公ヴァメク1世との戦いで戦死すると、コンスタンティネは甥デメトレとともにコーカサス山脈に逃れた。イメレティはジョージア王ギオルギ7世によって占領され、ジョージア王国は再統一された。
コンスタンティネは1396年、ジョージア王ギオルギ7世とティムールとの間の継続的な戦争によって数多のイメレティ人が死亡したこと、またサメグレロ公ヴァメク1世の死を利用して、イメレティに戻った。コンスタンティネはイメレティの多くの要塞を奪取し、自身をイメレティ王と宣言した。その後、サメグレロ公国、グリア公国、スヴァネティ公国の打破を目指したが、1401年にチャラガンの戦いでサメグレロ公マミア2世に敗れ、戦死した。コンスタンティネには子供がおらず、イメレティ王の座は甥デメトレに委ねられた。しかしながらデメトレは若く弱かったため、イメレティは間もなくジョージア王ギオルギ7世によって再統治された。